# Виґльондали
Виґльондали (пол. Wyglądały) — село в Польщі, у гміні Ядув Воломінського повіту Мазовецького воєводства.
Населення — 92 особи (2011).
У 1975-1998 роках село належало до Седлецького воєводства.

## Демографія
Демографічна структура станом на 31 березня 2011 року:
|          | Загалом | Допрацездатний вік | Працездатний вік | Постпрацездатний вік |
| -------- | ------- | ------------------ | ---------------- | -------------------- |
| Чоловіки | 49      | 10                 | 31               | 8                    |
| Жінки    | 43      | 11                 | 17               | 15                   |
| Разом    | 92      | 21                 | 48               | 23                   |